# Beilstein Journal of Nanotechnology
Das Beilstein Journal of Nanotechnology (nach ISO 4 abgekürzt Beilstein J. Nanotechnol.) ist eine Fachzeitschrift für die Bereiche Nanowissenschaft und Nanotechnologie. Sie umfasst die Grundlagen- und angewandte Forschung und deckt Aspekte der Chemie, Physik, Biologie sowie Materialwissenschaften und Verfahrenstechnik ab. Zur Ausrichtung der Zeitschrift zählen auch experimentelle und theoretische Aspekte sowie Anwendungen der Nanotechnologie.
Sie wird im Open-Access-Verfahren gestaltet. Alle veröffentlichten Artikel unterliegen einem Peer-Review-Verfahren. Chefredakteur ist Thomas Schimmel vom Karlsruher Institut für Nanotechnologie. Zum Beratungsausschuss gehören unter anderem die Nobelpreisträger Harold Kroto und Jean-Marie Lehn, zu den Mitherausgebern zählt Wilhelm Barthlott, der den Lotuseffekt entdeckt hat.
Zu einzelnen Artikeln der Zeitschrift werden wissenschaftliche Videofilme angeboten.
Herausgegeben wird die Zeitschrift vom Beilstein-Institut, einer gemeinnützigen Stiftung mit Sitz in Frankfurt am Main.